# Grammomys
Grammomys är ett släkte av däggdjur. Grammomys ingår i familjen råttdjur.

## Utseende
Arterna liknar vanliga möss (Mus) i utseende. De når en kroppslängd (huvud och bål) av 10 till 14 cm och en vikt mellan 18 och 65 g. Den 14 till 20 cm långa svansen är vid spetsen bra täckt med hår. Pälsen är på ryggen rödbrun till gulaktig. Det finns allmänt en tydlig gräns till den vitaktiga undersidan. Grammomys har smalare fötter och en blekare pälsfärg än nära besläktade råttdjur.

## Utbredning och habitat
Grammomys förekommer i Afrika ungefär från Sahelzonen till kontinentens södra udde. Habitatet varierar mellan arterna. Några förekommer i torra gräsmarker och andra i fuktiga skogar. Dessa råttdjur är vanliga på jordbruksmark.

## Ekologi och status
Arterna kan vara aktiva på dagen eller på natten. Flera bygger klotrunda bon som placeras i växtligheten eller i människans förvaringsbyggnader. Övriga levnadssätt är bara för vissa art känt och det antas att de andra arterna har liknande beteende.
Grammomys dolichurus äter frukter, blommor, nötter och gröna växtdelar samt några insekter.
Honor kan para sig flera gånger per år och arter i varma regioner har flest kullar. Dräktigheten varar cirka 25 dagar och sedan föds upp till fyra ungar. Ungarna blir efter 50 till 70 dagar könsmogna. Med människans vår kan dessa gnagare leva något över fyra år.
Grammomys gigas och Grammomys minnae har bara små utbredningsområden och de listas därför av IUCN som starkt hotad (EN) respektive sårbar (VU). Dessutom listas tre arter med kunskapsbrist (DD).

## Systematik
Arter enligt Catalogue of Life och Wilson & Reeder (2005):
- Grammomys aridulus
- Grammomys buntingi
- Grammomys caniceps
- Grammomys cometes
- Grammomys dolichurus
- Grammomys dryas
- Grammomys gigas
- Grammomys ibeanus
- Grammomys macmillani
- Grammomys minnae
- Grammomys rutilans

För Grammomys rutilans är det vetenskapliga namnet omstritt. Andra namn som förekommer för arten är Grammomys kuru och Grammomys poensis.
De närmaste släktingar är andra råttdjur från Afrika och de sammanfattas i Oenomys-gruppen inom underfamiljen Murinae.